# 북한산로
북한산로(Bukhansan-ro)는 서울특별시 은평구 진관동 은평구파발10단지아파트와 경기도 양주시 장흥면 송추삼거리를 잇는 도로이다. 북한산 일대를 지나는 도로이기 때문에 북한산로로 명명되었다. 도로명 고시 이전에는 북한산길로 불렸다.

## 역사
- 2009년 : 은평뉴타운 사업에 따라 일부구간 이설과 동시에 왕복 4차로 확장
- 2009년 7월 10일 : 2개 이상 시·도에 걸쳐 있는 도로로 북한산로를 고시[1]

## 주요 경유지
서울특별시
- 은평구 진관동

경기도
- 고양시 (덕양구 (효자동 · 지축동))- 양주시 장흥면

## 노선
| 이름                     | 접속 노선                          | 소재지                 | 소재지      | 비고                              |
| ------------------------ | ---------------------------------- | ---------------------- | ----------- | --------------------------------- |
| 은평구파발10단지         | 국도 제1호선 (통일로)              | 서울특별시             | 은평구      | 시점 서울특별시도 제0127호선 구간 |
| 은평지문교               |                                    | 서울특별시             | 은평구      | 서울특별시도 제0127호선 구간      |
| (이름 없음)              | 지정로 동축로                      | 서울특별시             | 은평구      | 서울특별시도 제0127호선 구간      |
| 일영송추사거리           | 지방도 제371호선(오부자로) 진관3로 | 서울특별시             | 은평구      | 서울특별시도 제0127호선 구간      |
| 은평뉴타운6단지앞 교차로 | 진관4로                            | 서울특별시             | 은평구      | 서울특별시도 제0127호선 구간      |
| 입곡삼거리               | 연서로                             | 서울특별시             | 은평구      | 서울특별시도 제0127호선 구간      |
| 입곡교                   |                                    | 서울특별시             | 은평구      | 서울특별시도 제0127호선 구간      |
| 북한산성입구 교차로      | 대서문길                           | 서울특별시             | 은평구      | 서울특별시도 제0127호선 구간      |
| 북한천다리               |                                    | 서울특별시             | 은평구      | 서울특별시도 제0127호선 구간      |
| 고양시                   | 덕양구                             | 고양시도 제63호선 구간 |             |                                   |
| 고양시                   | 덕양구                             | 고양시도 제63호선 구간 | 효자2교     |                                   |
| 고양시                   | 덕양구                             | 고양시도 제63호선 구간 | 솔고개      |                                   |
| 양주시                   | 장흥면                             | 양주시도 제29호선 구간 |             |                                   |
| 양주시                   | 장흥면                             | 양주시도 제29호선 구간 | 교현교      |                                   |
| 양주시                   | 장흥면                             | 양주시도 제29호선 구간 | 송추 나들목 | 100호선 수도권제1순환고속도로     |
| 양주시                   | 장흥면                             | 송추삼거리             | 호국로      | 종점 양주시도 제29호선 구간       |